# Gerichtsbezirk Czernowitz
Der Gerichtsbezirk Czernowitz (rumänisch: Cernăuţ; ruthenisch: Czerniwci) war ein dem Bezirksgericht Czernowitz unterstehender Gerichtsbezirk im Herzogtum Bukowina. Der Gerichtsbezirk umfasste Gebiete um Czernowitz, die  Hauptstadt der Bukowina. Nach dem Ersten Weltkrieg musste Österreich den gesamten Gerichtsbezirk an Rumänien abtreten, nach dem Zweiten Weltkrieg wurde das Gebiet Teil der Sowjetunion bzw. der Ukraine. Es  ist heute Teil des ukrainischen Anteils der Bukowina im Südwesten der Ukraine (Oblast Tscherniwzi).

## Geschichte
Im Zuge der Neuordnung des Gerichtswesen im Kaisertum Österreich waren im Juni 1849 die allgemeinen Grundzüge der Gerichtsverfassung in den Kronländern durch Kaiser Franz Joseph I. genehmigt worden. Hierauf ließ Justizminister Anton von Schmerling Pläne zur Organisierung des Gerichtswesens in der Bukowina ausarbeiten, die der Kaiser am 6. November 1850 per Verordnung ebenfalls genehmigte. Mit der Reorganisation ging die Abschaffung der landesfürstlichen Gerichte ebenso wie der Patrimonial-Gerichte einher, wobei Schmerling ursprünglich die Errichtung von 17 Bezirksgerichten plante und die Bukowina dem Oberlandesgericht Stanislau unterstellt werden sollte. Schließlich schufen die Behörden nur 15 Bezirksgerichte, die man dem Landesgericht Czernowitz bzw. dem Oberlandesgericht Lemberg zuordnete. Die Errichtung der gemischten Bezirksämter, die neben der Verwaltung auch die Justiz zu besorgen hatten, wurde schließlich per 29. September 1855 amtswirksam.
Zunächst waren für die Stadt Czernowitz und ihr Umland die Bezirksgerichte Czernowitz I. und Czernowitz II. Section geplant. Letztlich schufen die Behörden 1854 jedoch nur einen Gerichtsbezirk für Czernowitz und sein Umland. Dieser umfasste 1854 neben der Stadt Czernowitz mit ihren Vorstädten Rosch mit Monasteriuka, Kaliczank, Koluczka und Horecza die Ortsgemeinden Czahor, Hilboka, Kamena mit Spaski, Korowia, Kotubański, Kuczumare, Ludihorecza, Camerlae mit Monastiora, Łukawitza, Michalcze, Mihuczeny mit Kiczera, Mołodia mit Franzthal und Derului, Ostritza, Preworokie, Ober-Stanesti am Sereth, Unter-Stanesti am Sereth, Pojenille, Tereszeny, Tristiana, Woloka Camerale am Sereth sowie Zuryn. Für Verbrechen und Vergehen war der Gerichtsbezirk dem als  Untersuchungsgericht für Verbrechen und Vergehen dienenden Landesgericht Czernowitz unterstellt. Im Zuge der Trennung der politischen von der judikativen Verwaltung bildete der Gerichtsbezirk Czernowitz ab 1868 gemeinsam mit dem Gerichtsbezirk Sadagora den Bezirk Czernowitz. Per 28. März 1870 kam es im Zuge einer Reform der Gerichtsbezirke zu weitreichenden Gebietsänderungen zwischen den Gerichtsbezirken der Bukowina, wobei der Gerichtsbezirk Czernowitz um die Gemeinden Alt-Mamajestie, Neu-Mamajestie, Rewna mit Burdei sowie Strilecki-Kut sowie die zugehörigen Gutsgebiete an vom Gerichtsbezirk Kotzman erweitert. Demgegenüber musste der Gerichtsbezirk Czernowitz die Gemeinden Dymka, Hliboka, Mihuczeni, Pojeni, Preworokie, Ober-Stanestie, Unterstanestie, Terescheni sowie deren zugehörige Gutsgebiete an den Gerichtsbezirk Sereth abgeben.
Der Gerichtsbezirk Czernowitz wies 1854 eine Bevölkerung von 45.088 Einwohnern auf einer Fläche von 8,4 Quadratmeilen auf. 1869 beherbergte der Gerichtsbezirk eine Bevölkerung von 65.708 Personen, bis 1900 stieg die Einwohnerzahl auf 110.484 Personen an. Von der Bevölkerung hatten 1900 38.506 Ruthenisch (34,9 %) als Umgangssprache angegeben, 38.253 Personen sprachen Deutsch (34,6 %), 22.653 Rumänisch (20,5 %) und 9.199 eine andere Sprache (8,3 %).
| Jahr | Ein- wohner | Deutsch- sprachige | Ruthenisch- sprachige | Rumänisch- sprachige | Anders- sprachige |
| ---- | ----------- | ------------------ | --------------------- | -------------------- | ----------------- |
| 1854 | 45.088      |                    |                       |                      |                   |
| 1869 | 65.708      |                    |                       |                      |                   |
| 1880 | 80.736      | 25.417             | 31.283                | 15.318               | 7.709             |
| 1890 | 93.495      | 30.567             | 34.451                | 19.057               | 8.240             |
| 1900 | 110.484     | 38.253             | 38.506                | 22.653               | 9.199             |